# Typ 63 (Sturmgewehr)
Das Sturmgewehr Typ 63 war eine Infanteriewaffe, die zur Ausrüstung der chinesischen Volksbefreiungsarmee gehörte.

## Entwurf
Das Gewehr wurde, im Gegensatz zu vielen anderen chinesischen Waffen, in China selbst entworfen und war keine direkte Kopie eines sowjetischen Modells. Es entstand im Bestreben der Volksrepublik China, aufgrund des Zerwürfnisses mit der Sowjetunion von dessen Militärhilfe unabhängig zu werden. Die Bewaffnung Chinas basierte nahezu vollständig auf sowjetischen Entwicklungen, die auch die Grundlage für diese Waffe darstellten. Es war eine eigentümliche Mischung aus dem Karabiner Simonow SKS-45 und dem Sturmgewehr Kalaschnikow AK-47. Auch die Munition war identisch zu den sowjetischen Vorbildern.
Vom SKS stammte:
- die Schäftung
- der Verschlussfang und die Möglichkeit, Ladestreifen einzusetzen
- das fest installierte Nadel-Bajonett
- der kurzhubige Gasdrucklader-Mechanismus

Von der AK wurde folgendes entlehnt:
- der Drehkopfverschluss
- die Wechselmagazinhalterung
- Die Möglichkeit zum Dauerfeuer

## Technik
Wie bei der AK konnte Dauerfeuer verschossen werden. Zusätzlich wurde ein Gasdruckregler eingebaut und der Lauf gegenüber den Ausgangswaffen verlängert. Die ersten Modelle wurden gefräst, mit der Einführung des Typ 68 wurde die Produktion (analog der sowjetischen AKM) jedoch auf Blechprägetechnik umgestellt. Trotzdem erwies sich die Waffe als zu schwer, wegen der minderwertigen Qualität auch als zu unzuverlässig. Das Gewehr wurde zwar ab 1963 zu hunderttausenden bei der Armee eingeführt, aber noch vor 1980 wieder komplett ausgemustert. Es gehört jedoch noch zum Reservebestand der chinesischen Streitkräfte.
Die originalen Magazine für den Typ 63/68 fassten nur 15 Schuss. Es stellte sich jedoch heraus, dass größere Magazine von der chinesischen Kalaschnikow-Kopie Typ 56 benutzt werden konnten. Dazu musste der Verschlussfang entfernt werden, wonach ein Laden mit Ladestreifen nicht mehr möglich war.